# ロバート・リッチ (第2代ウォリック伯)

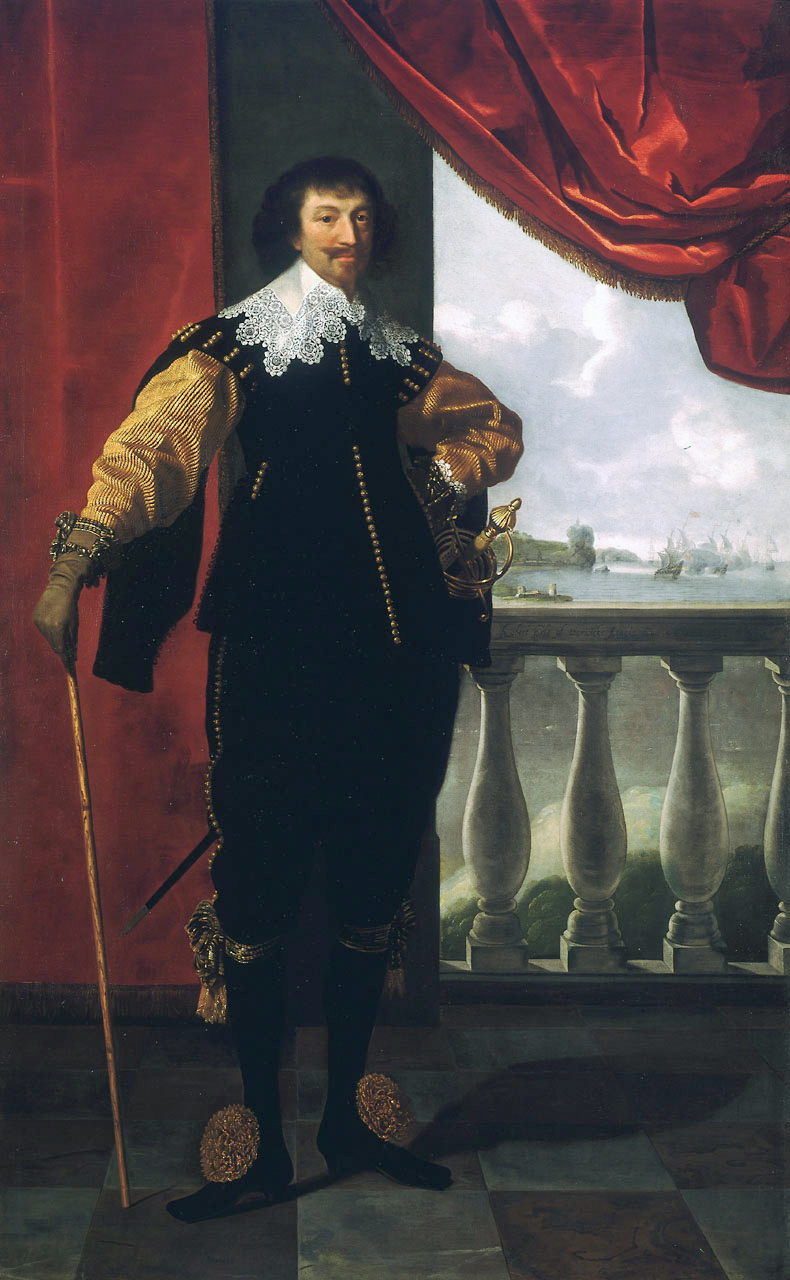
第2代ウォリック伯ロバート・リッチ（ダニエル・マイテンス画）

第2代ウォリック伯ロバート・リッチ（Robert Rich, 2nd Earl of Warwick, 1587年6月5日 - 1658年4月19日）は、清教徒革命（イングランド内戦）期のイングランドの貴族・軍人である。宗教問題から議会派に味方し、海軍を押さえ議会派の制海権確保に協力、内戦中は海軍を率いて活躍した。

## 生涯
初代ウォリック伯ロバート・リッチと妻ペネロープ（初代エセックス伯ウォルター・デヴァルーの次女）の長男として誕生。初代ホランド伯爵ヘンリー・リッチは弟、エリザベス1世の寵臣だった第2代エセックス伯ロバート・デヴァルーは母方の叔父、第3代エセックス伯で議会軍総司令官ロバート・デヴァルーは母方の従弟に当たる。
政府のイングランド国教会偏重に反発しピューリタンの保護・職業斡旋を行い、ジョン・ピム・ジョン・ハムデン・オリバー・シンジョンらが幹部として経営していたプロヴィデンス島会社に投資して海外にも目を向け、弟のホランド伯、ブルック男爵ロバート・グレヴィル、セイ＝シール子爵ウィリアム・ファインズら他のピューリタン貴族と共に植民地経営にのめりこみピューリタン移住の奨励・保護に尽くした。カリブ海の支配を巡りスペインと衝突し、海賊を庇護してスペインへ戦いを挑んだこともある。
1642年に第一次イングランド内戦が始まると上院議員だったウォリック伯は宗教的な理由からホランド伯・エセックス伯・婿のマンチェスター伯爵エドワード・モンタギューら身内共々議会派に味方し、イースト・アングリアとエセックスの兵を募集し議会軍に加えた。
また議会派の命令で海軍の指揮権確保に動き出し、6月28日にイングランド王チャールズ1世と不仲だった海軍卿のノーサンバランド伯アルジャーノン・パーシーが国王に罷免されたが、ウォリック伯は7月2日に議会から艦隊司令官に任命され、王党派で後任の海軍卿ジョン・ペニントンが赴任する前に南東のダウンズへ到着、艦長達の支持を取り付け海軍を議会派の手中に収めた。こうして制海権を確保した議会の下で主要港も抑え、東から南にかけてドーバー・ライム・レジス・ポーツマス・プリマス・キングストン・アポン・ハルは議会派が確保、王党派は貧弱な艦隊しか手に入れられなかった上、北西のチェスターと北東のニューカッスル・アポン・タインしか使えなくなった。
内戦中は王党派の艦船拿捕、エセックス伯ら陸軍との連携作戦、議会派の貿易船保護および海賊襲撃からの防衛に尽力、1644年5月から6月にかけてチャールズ1世の甥モーリッツ・フォン・デア・プファルツに包囲され、議会派軍人ロバート・ブレイクが籠城するライム・レジスの救援・物資補給活動で王党派に包囲を断念させ、親王党派と見られたアイルランド海賊に対抗してオランダ海軍提督マールテン・トロンプと提携した。1643年9月のエクセター救援失敗、1644年7月にエセックス伯と連携しエクセターにいた王妃ヘンリエッタ・マリア・オブ・フランスを捕獲しようとして逃げられるなど失敗もあったが、8月に王党派に敗れ窮地に陥ったエセックス伯を船で引き取り海路脱出を手引きしている。翌1645年に辞退条例が成立すると海軍から身を引き、1658年に70歳で死去。同名の長男ロバート・リッチが爵位を継いで第3代ウォリック伯になったが翌1659年に急死、次男のチャールズ・リッチが第4代ウォリック伯になった。
エセックスに強固な地盤を持ち、有力者の娘であるエリザベス・バウチャーと結婚したオリバー・クロムウェルと繋がり、ピム・ハムデンと縁が深いウォリック伯のグループに入ったクロムウェルは議会へ進出する足掛かりを手に入れた。ウォリック伯は長老派所属のため独立派のクロムウェルとは対立する立場だったが、独立派が推進したニューモデル軍設立を支持、1648年12月にプライドのパージが起こった直後にクロムウェルと面会するなど彼との繋がりは保たれ、後にウォリック伯の孫ロバート・リッチ（第3代ウォリック伯の1人息子）とクロムウェルの末娘フランシスが結婚している。

## 子女
3度結婚しており、1605年にサー・ウィリアム・ハットンの娘フランシスと結婚し5人の子を儲けた。1623年にフランシスと死別後、1625年から1626年の間にヘンリー・ロウの娘スーザンと、続いてエレノア・ワートリーと再々婚、3度の結婚を経て6人の子を儲けた。
- フランシス（? - ?） - スカーズデール伯ニコラス・リークと結婚
- アン（1604年 - 1641年/1642年） - マンチェスター伯爵エドワード・モンタギューと結婚
- ロバート（英語版）（1611年 - 1659年）
- ルーシー（1615年 - 1635年以後） - ラドナー伯ジョン・ロバーツ（英語版）と結婚
- チャールズ（英語版）（1623年? - 1673年）
- エセックス（? - ?）